# Băieți deștepți (film)
Băieți deștepți (titlu original: Wise Guys) este un film american din 1986 regizat de Brian De Palma. Este produs de Aaron Russo. Rolurile principale au fost interpretate de actorii Danny DeVito și Joe Piscopo.

## Distribuție
- Danny DeVito - Harry Valentini
- Joe Piscopo - Moe Dickstein
- Harvey Keitel - Bobby DiLea
- Ray Sharkey - Marco
- Dan Hedaya - Anthony Castelo
- Lou Albano - Frank Acavano
- Julie Bovasso - Lil Dickstein
- Patti LuPone - Wanda Valentini
- Antonia Rey - Aunt Sadie
- Mimi Cecchini - Grandma Valentini
- Matthew Kaye - Harry Valentini Jr.
- Tony Munafo - Santo Ravallo
- Tony Rizzoli - Joey Siclione
- Frank Vincent - Louie Fontucci
- Rick Petrucelli - Al
- Anthony Holland - Karl
- Marcelino Rivera - Bellhop
- Joseph Cipriano - Parking Valet
- Julius Cristinzio - Roulette Operator
- Dan Resin - Maitre D'
- Alessandro Falcini - Priest
- Jill Larson - Mrs Fixer
- Maria Pitillo - Masseuse
- Christine Poor - Masseuse
- Stephanie Quinn - Masseuse
- Cecilia I. Battaglini - Luggage Salesperson
- Frank D. Formica - Pit Boss
- Deborah Groen - Roulette Dealer
- Bradley Neilson - Clothing Salesman
- Maryellen Nugent - Jewellery Saleswoman
- Frank Ferrara - Thug
- Gaetano Lisi - Hood
- Vince Pacimeo - Hood
- Henry Stewart - Tailor
- Carol Cass - Birthday Guest
- Mary Engel - Birthday Guest
- Bruce Katzman - Birthday Guest
- Dayna Lee - Birthday Guest
- Louisiana - Birthday Guest
- Myles O'Connor - Birthday Guest
- Don R. Richardson - Birthday Guest
- Johnny George Sarno - Birthday Guest
- Reuben Schafer - Birthday Guest
- Catherine Scorsese - Birthday Guest
- Charles Scorsese - Birthday Guest
- Gary Cookson - Race Track Bettor
- Kiya Ann Joyce - Race Track Bettor
- Willow Hale - Race Track Bettor
- Bob O'Connell - Race Track Bettor
- Joe Schmieg - Race Track Bettor
- Richardson Taylor - Race Track Bettor
- Larry Guardino - Race Track Bettor
- Kim Delgado - FBI Agent